# Мягкотелка глазчатая
Мягкотелка глазчатая (лат. Cantharis annularis) — вид жуков-мягкотелок. 

## Описание
Длина тела взрослых насекомых (имаго) 11—16 мм. Переднеспинка поперечная, не у́же надкрылий, обычно с двумя чёрными пятнышками. Ноги полностью рыжие.

## Распространение
Центральная и Южная Европа, включая европейскую часть России, Турция, Иран, Западная и Восточная Сибирь, Казахстан, Монголия